# Divizia A 1964-1965
La Divizia A 1964-1965 è stata la 47ª edizione del campionato di calcio rumeno, disputato tra il 30 agosto 1964 e il 27 giugno 1965 e si concluse con la vittoria finale della Dinamo București, al suo quinto titolo.
Capocannoniere del torneo fu Mihai Adam (Știința Cluj), con 18 reti.

## Formula
Le squadre partecipanti furono 14 e disputarono un turno di andata e ritorno per un totale di 26 partite con le ultime due retrocesse in Divizia B.
Le qualificate alle coppe europee furono tre: la vincente alla coppa dei Campioni 1965-1966, la vincente della coppa di Romania alla coppa delle Coppe 1965-1966 e un'ulteriore squadra alla Coppa delle Fiere 1965-1966.

## Squadre partecipanti
| Club                | Città       | Stadio | Posizione 1963-1964 |
| ------------------- | ----------- | ------ | ------------------- |
| Steaua Bucarest     | Bucarest    |        | 3°                  |
| Minerul Baia-Mare   | Baia Mare   |        | Divizia B           |
| Farul Constanța     | Costanza    |        | 8°                  |
| Rapid Bucarest      | Bucarest    |        | 2°                  |
| Dinamo Bucarest     | Bucarest    |        | Campione di Romania |
| Steagul Roșu Brașov | Brașov      |        | 6°                  |
| UTA Arad            | Arad        |        | 11°                 |
| Știința Craiova     | Craiova     |        | Divizia B           |
| Dinamo Pitești      | Pitești     |        | 10°                 |
| Știința Cluj        | Cluj Napoca |        | 9°                  |
| Petrolul Ploiești   | Ploiești    |        | 5°                  |
| Progresul București | Bucarest    |        | 4°                  |
| CSMS Iași           | Iași        |        | 12°                 |
| Crișul Oradea       | Oradea      |        | 7°                  |

## Classifica finale
|    | Classifica          | G  | V  | N | P  | GF | GS | Dif | Pt |
| -- | ------------------- | -- | -- | - | -- | -- | -- | --- | -- |
| 1  | Dinamo București    | 26 | 17 | 4 | 5  | 56 | 22 | +34 | 38 |
| 2  | Rapid București     | 26 | 15 | 7 | 4  | 34 | 17 | +17 | 37 |
| 3  | Steaua București    | 26 | 12 | 7 | 7  | 38 | 25 | +13 | 31 |
| 4  | Steagul Roșu Brașov | 26 | 12 | 4 | 10 | 32 | 30 | +2  | 28 |
| 5  | UTA Arad            | 26 | 9  | 8 | 9  | 32 | 43 | -11 | 26 |
| 6  | Petrolul Ploiești   | 26 | 10 | 5 | 11 | 32 | 25 | +7  | 25 |
| 7  | Știința Cluj        | 26 | 9  | 6 | 11 | 40 | 38 | +2  | 24 |
| 8  | Dinamo Pitești      | 26 | 9  | 6 | 11 | 34 | 34 | 0   | 24 |
| 9  | Crișul Oradea       | 26 | 7  | 9 | 10 | 22 | 27 | -5  | 23 |
| 10 | CSMS Iași           | 26 | 8  | 7 | 11 | 26 | 35 | -9  | 23 |
| 11 | Știința Craiova     | 26 | 9  | 4 | 13 | 31 | 49 | -9  | 22 |
| 12 | Farul Constanța     | 26 | 8  | 6 | 12 | 21 | 36 | -15 | 22 |
| 13 | Minerul Baia-Mare   | 26 | 9  | 3 | 14 | 27 | 45 | -18 | 21 |
| 14 | Progresul București | 26 | 6  | 8 | 12 | 23 | 31 | -8  | 20 |

### Verdetti
- Dinamo București Campione di Romania 1964-65.
- Minerul Baia-Mare e Progresul București retrocesso in Divizia B.

### Qualificazioni alle Coppe europee
- Coppa dei Campioni 1965-1966: Dinamo București qualificato.